# 히라야마 슌
히라야마 슌(일본어: 平山 駿, 1998년 10월 6일~)는 일본의 축구 선수이다.

## 구단 경력
그는 2021년 J2리그의 기라반츠 기타큐슈에 입단했다. 2021년후 J3리그에 강등했다. 2024년까지 72경기에 출전하여, 6득점을 넣었다. 2025년 일본 풋볼 리그의 FC 티아모 히라카타로 이적했다.